# Erede legittimo
Un erede legittimo (in inglese "heir apparent") è una persona che è prima in linea di successione e non è "soggetta a disinvestitura" (cioè a perdita del diritto alla successione), se non a seguito di modifiche alle regole di successione.
Al contrario, un erede presuntivo, è una persona che è prima in linea di successione per ereditare un titolo, ma che in ogni momento può essere "soggetto a disinvestitura" a seguito di uno o più eventi ammessi dalle regole di successione, come ad esempio la nascita di uno o più individui aventi maggior diritto.
Oggi questi termini sono solitamente utilizzati per indicare eredi di titoli ereditari e in particolare per le monarchie.
In quest'ultimo caso è utilizzato allora il termine di Principe ereditario o, in alternativa, termini più specifici, come nei seguenti casi:
- Principe di Orange nei Paesi Bassi,
- Principe delle Asturie in Spagna,
- Principe del Galles nel Regno Unito.

Il termine è utilizzato metaforicamente anche per indicare un successore "designato" per qualunque posizione di potere, come ad esempio un leader politico o un leader di un'impresa. Solo occasionalmente, il termine è utilizzato come titolo, nel qual caso, in inglese, è solitamente scritto con iniziali maiuscole: "Heir Apparent". Questa voce tratta principalmente dell'uso del termine "erede legittimo" in un sistema ereditario regolato dalla legge di primogenitura, in opposizione al caso in cui il monarca può nominare il suo erede.

## Differenze tra erede legittimo e erede presuntivo

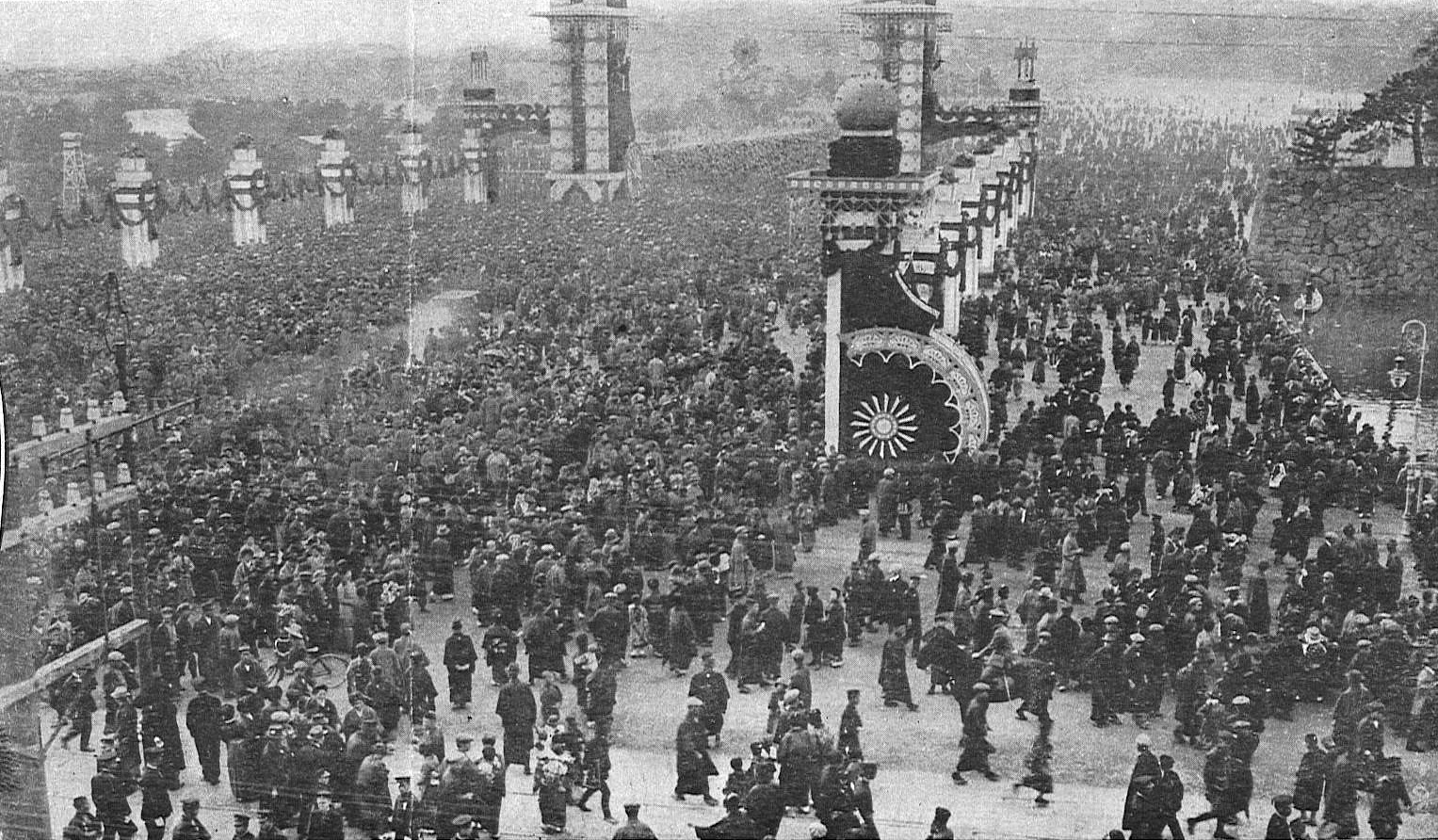
Folla davanti al Palazzo Imperiale di Tokyo in attesa della comparsa del principe ereditario Hirohito in occasione del riconoscimento ufficiale dello stato di erede legittimo al Trono del Crisantemo – New York Times, 1916.

In un sistema ereditario governato da alcune forme di primogenitura, un erede legittimo è facilmente identificabile come la persona che è sicuramente prima nella linea di successione, indipendentemente da nascite future.
Per contro, un erede presuntivo può in ogni momento perdere posizioni nella linea di successione a seguito della nascita di qualcuno più prossimo in senso legale (secondo i principi di quella forma di primogenitura) al detentore del titolo in carica.
Un esempio chiaro è il caso di un detentore del titolo privo di figli. Se a un certo tempo egli ha un figlio, questi oltrepassa in linea di successione tutti i parenti più lontani (ad esempio un fratello, un nipote o un cugino del detentore del titolo), divenendo erede legittimo, mentre il precedente erede presuntivo e gli altri eredi presuntivi slittano di una posizione.
Molti sistemi legali assumono che la nascita di figli sia sempre possibile, senza alcun limite di età o salute.
La possibilità che un ottuagenario abbia figli non è mai preclusa, per quanto difficile possa essere nella realtà.
In tali circostanze, una persona può essere nella pratica l'erede legittima, ma, dal punto di vista strettamente legale, continua ad essere erede presuntiva.

### Figlie nelle primogeniture di preferenza maschile
Le figlie (e le loro discendenze) possono ereditare i titoli che si trasmettono secondo una primogenitura preferenzialmente maschile, ma solamente in mancanza di figli maschi e di loro eredi.
Questo significa che sia la prole femminile sia quella maschile possiedono il diritto ad una posizione nella linea di successione, ma nel momento in cui si giunge a quella posizione, una femmina sarà sempre posizionata dietro ai suoi fratelli, indipendentemente dall'età sua o dei fratelli.
Così, solitamente, anche una figlia unica non sarà erede legittima di suo padre (o di sua madre), poiché in ogni momento potrebbe nascere un fratello, che, seppur più giovane, diverrebbe l'erede legittimo.
Pertanto, la femmina è un'erede presuntiva.
Ad esempio, la Regina Elisabetta II fu erede presuntiva durante tutto il Regno di suo padre Re Giorgio VI, per il fatto che in ogni momento, fino alla sua morte, Giorgio VI poteva diventare padre di un figlio legittimo.
Inoltre, quando la Regina Vittoria successe a suo zio Re Guglielmo IV, il discorso di proclamazione riportava anche la clausola:
Questa clausola prevedeva la possibilità che la moglie di Guglielmo, Adelaide di Sassonia-Meiningen, fosse incinta al momento della sua morte, in quanto un tale figlio (postumo), se nato e indipendentemente dal suo sesso, avrebbe avuto precedenza al trono rispetto a Vittoria.
Adelaide all'epoca aveva 44 anni, cosicché la gravidanza era possibile, seppure improbabile.

### Donne eredi legittime
In un sistema di primogenitura assoluta che non distingue il genere possono esservi eredi legittimi di sesso femminile.
Parecchie monarchie europee che hanno adottato questi sistemi negli ultimi decenni forniscono esempi pratici:
- la principessa Vittoria di Svezia è la figlia maggiore del Re Carlo Gustavo XVI e ne è l'erede legittima;
- la principessa Caterina Amalia dei Paesi Bassi, la Principessa Elisabetta del Belgio e la Principessa Ingrid Alexandra di Norvegia sono tutte eredi legittime dei loro padri, i quali sono in ogni caso eredi legittimi ai rispettivi troni.

Vittoria non era erede legittima dalla nascita (1977), ma ottenne il diritto nel 1980, a seguito di una modifica alla legge di successione svedese.
Il suo fratello minore, il Principe Carlo Filippo (nato nel 1979) fu quindi erede legittimo solo per pochi mesi.
Nell'ottobre 2011 si è riportato che era in corso una discussione fra i capi dei governi dei Regni del Commonwealth per cambiare le regole di successione ai 16 troni di Elisabetta II, al fine di concedere uguali diritti alle femmine.
A seguito dell'assemblea del Segretariato del Commonwealth tenutasi a Perth (Australia) nei giorni 28-30 ottobre 2011 (CHOGM 2011), fu annunciato che la modifica alla regola di successione era supportata all'unanimità da tutte e 16 le nazioni membri.
In ogni caso, anche nei sistemi legali in cui si applica la primogenitura a preferenza maschile, non è impossibile che vi siano eredi legittime femmine: se un erede legittimo maschio muore senza lasciare figli maschi ma almeno una figlia, allora la figlia primogenita diverrebbe erede legittima al posto del padre, qualunque fosse il trono o il titolo in questione, ma solo nel momento in cui è certo che la vedova del defunto non fosse stata incinta.
Quindi, come rappresentante della linea di successione del padre, si porrebbe dinanzi ad ogni altro parente più distante.
Ad oggi (2021), questa situazione non si è mai verificata nel caso del trono inglese o britannico; è accaduto più volte che l'erede legittimo morisse, ma in tutti i casi o il defunto non aveva figli o, se ne aveva, ve ne era almeno uno di sesso maschile.
Comunque, parecchie femmine sono state eredi legittime di titoli nobiliari delle parie britanniche (ad esempio, Frances Ward, VI baronessa Dudley e Henrietta Wentworth, VI baronessa Wentworth).
In un caso speciale, comunque, Inghilterra e Scozia ebbero un erede legittima femmina.
L'atto della Rivoluzione Gloriosa, che, nel 1689, stabilì che Guglielmo III e Maria II regnassero congiuntamente, assegnò il potere di continuare la linea di successione solo agli eredi di Maria II, la figlia primogenita del precedente re, Giacomo II.
Al contrario, i figli (ipotetici), che Guglielmo avrebbe potuto avere da un'altra moglie, in linea di successione sarebbero stati collocati al posto originariamente spettante a lui (cioè come primo cugino di Maria) - dopo la sorella minore di Maria Anna.
Così, sebbene Gugliemo continuò a regnare anche dopo la morte di Maria, non aveva alcun potere di avere eredi diretti e Anna divenne l'erede legittima per il resto del regno di Gugliemo, cui successe poi come Regina di Inghilterra, Scozia e Irlanda alla sua morte.

## Disinvestitura degli eredi legittimi
La posizione di erede legittimo è normalmente inamovibile: si può assumere che egli certamente erediterà.
Eccezioni possono accadere per eventi straordinari, come la morte o la deposizione del parente.

### Persone che persero il loro stato di erede legittimo
- Il Parlamento depose Giacomo Francesco Edoardo Stuart, il figlio infante del re Giacomo II d'Inghilterra (e Giacomo VII di Scozia), che Giacomo II stava crescendo nella fede cattolica, in qualità di erede legittimo del re (dichiarando che Giacomo aveva di fatto abdicato e offerto il trono alla figlia maggiore di Giacomo II, la sorellastra del principe, molto più vecchia di lui e protestante, Maria II (assieme a suo marito, il principe Guglielmo d'Orange). Quando il re Giacomo morì in esilio nel 1701, i suoi sostenitori giacobiti proclamarono re il principe in esilio Giacomo Francesco Edoardo con il nome di re Giacomo III d'Inghilterra e Giacomo VIII di Scozia, ma né egli, né i suoi discendenti ebbero mai successo nelle loro rivendicazioni al trono.
- Il principe ereditario Gustavo (in seguito conosciuto come Gustavo, principe di Vasa), figlio del re Gustavo IV Adolfo di Svezia, perse il diritto alla successione quando suo padre fu deposto e sostituito dall'anziano zio del padre, il duca Carlo, che salì al trono nel 1809 con il nome di Carlo XIII di Svezia. L'anziano re non aveva figli ancora viventi e il principe Gustavo era l'unico maschio vivente dell'intera famiglia (oltre al padre deposto), ma egli non fu mai considerato come erede di Carlo XIII, anche se vi erano delle fazioni all'interno del Riksdag e anche altrove in Svezia che desideravano mantenerlo come sovrano e, nelle successive elezioni costituzionali, lo sostennero come successore del suo prozio. Invece, il governo procedette ad eleggere un nuovo principe ereditario (cosa che era la corretta azione costituzionale nel momento in cui nella famiglia non vi fosse stato alcun erede maschio) e il Riksdag elesse dapprima Augusto, principe di Augustenborg e, in seguito, dopo la sua morte, il principe di Pontecorvo (il maresciallo Jean-Baptiste Bernadotte, poi re con il nome di Giovanni Carlo XIV di Svezia e Giovanni Carlo III di Norvegia).
- Il principe Carlo Filippo di Svezia era alla sua nascita nel 1979 erede legittimo al trono di Svezia. L'anno successivo, per effetto di una modifica alle leggi di successione del paese con la quale si istituì la primogenitura assoluta, Carlo Filippo fu sorpassato come erede legittimo dalla sua sorella maggiore Vittoria.

### Violazione della qualifica legale degli eredi legittimi
In alcune legislazioni, un erede legittimo può automaticamente perdere tale stato di erede se viola alcune regole costituzionali.
Attualmente, ad esempio:
- un erede legittimo britannico perderebbe questo suo stato se egli divenisse cattolico o coniugato con una cattolica. Secondo l'Act of Settlement, la perdita di qualunque posto nella linea di successione sarebbe rimasta valida anche se in seguito egli avesse rinunciato al cattolicesimo o se la sua sposa cattolica fosse morta prima di lui. Questa è l'unica restrizione basata sulla religione, cui l'erede politico doveva attenersi. Comunque, all'ottobre 2011, i governi dei Reami del Commonwealth si sono accordati per rimuovere le restrizioni sul matrimonio con un cattolico.
- un principe ereditario o una principessa ereditaria di Svezia perdono il loro stato di erede legittimo se contraggono matrimonio senza l'approvazione del monarca o, contro la legge svedese, si sposano con l'erede di un altro trono.
- nei Paesi Bassi un principe o una principessa di Orange perdono il loro stato di erede al trono se si sposano senza l'approvazione del parlamento olandese o se, semplicemente, rinunciano al loro diritto.
- in Spagna un principe delle Asturie perde il suo stato se si sposa in opposizione all'espresso divieto del monarca o delle Corti Generali.
- in Belgio un principe ereditario o una principessa ereditaria perdono il loro stato di erede legittimo se si sposano senza il consenso del monarca o divengono monarchi di un altro paese.
- in Danimarca un principe ereditario o una principessa ereditaria perdono il loro stato se si sposano senza il permesso del monarca. Quando il monarca concede il permesso ad un dinasta di contrarre matrimonio, può porre delle condizioni che il dinasta deve soddisfare affinché possa ottenere o conservare un posto nella linea di successione; questo si applica anche ai principi e alle principesse ereditari.

## Eredi legittimi che non ereditarono mai il trono

### Eredi legittimi con premorienza rispetto al monarca
| Erede legittimo                                   | Vissuto dal/al | Erede di                                                 | Causa della morte                                |
| ------------------------------------------------- | -------------- | -------------------------------------------------------- | ------------------------------------------------ |
| Li Jiancheng                                      | 589–626        | Imperatore Gaozu di Tang                                 | Ucciso durante l'Incidente della Porta Xuanwu    |
| William Adelin                                    | 1103–1120      | Enrico I d'Inghilterra                                   | Annegato nel disastro della Nave Bianca          |
| Enrico di Scozia                                  | 1114–1152      | Davide I di Scozia                                       | Cause naturali                                   |
| Alessandro di Scozia                              | 1264–1284      | Alessandro III di Scozia                                 | Cause naturali                                   |
| John Sutherland                                   | 1346–1361      | Davide II di Scozia                                      | Peste                                            |
| Edoardo, il Principe Nero                         | 1330–1376      | Edoardo III d'Inghilterra                                | Una malattia di lunga durata                     |
| Enrico V d'Inghilterra                            | 1386–1422      | Carlo VI di Francia (per effetto del Trattato di Troyes) | Dissenteria                                      |
| Edoardo di Westminster, principe del Galles       | 1453–1471      | Enrico VI d'Inghilterra                                  | Ucciso nella Battaglia di Tewkesbury             |
| Arturo, principe del Galles                       | 1486–1502      | Enrico VII d'Inghilterra                                 | Malattia sconosciuta                             |
| Giovanni, principe ereditario di Portogallo       | 1537–1554      | Giovanni III del Portogallo e dell'Algarve               | Tubercolosi o diabete                            |
| Enrico Federico Stuart                            | 1594–1612      | Giacomo I d'Inghilterra                                  | Febbre tifoide                                   |
| Sofia, elettrice vedova di Hanover                | 1630-1714      | Anna di Gran Bretagna                                    | Vecchiaia                                        |
| Luigi, il Gran Delfino                            | 1661–1711      | Luigi XIV di Francia                                     | Vaiolo                                           |
| Luigi, delfino di Francia e duca di Borgogna      | 1682–1712      | Luigi XIV di Francia                                     | Morbillo                                         |
| Luigi, delfino di Francia e duca di Bretagna      | 1707–1712      | Luigi XIV di Francia                                     | Morbillo                                         |
| Federico, principe di Galles                      | 1707–1751      | Giorgio II di Gran Bretagna                              | Un ascesso scoppiato nel polmone                 |
| Luigi, delfino di Francia                         | 1729–1765      | Luigi XV di Francia                                      | Tubercolosi                                      |
| Francesco Leopoldo d'Asburgo-Lorena               | 1794–1800      | Ferdinando III di Toscana                                | Caduta da carrozza                               |
| Carlo Augusto, principe ereditario di Svezia      | 1768–1810      | Carlo XIII di Svezia                                     | Ictus                                            |
| Ferdinando Filippo d'Orléans                      | 1810–1842      | Luigi Filippo di Francia                                 | Incidente stradale                               |
| Nikolaj Aleksandrovič Romanov, zarevich di Russia | 1843–1865      | Alessandro II di Russia                                  | Meningite                                        |
| Leopoldo, duca di Brabante                        | 1859–1869      | Leopoldo II del Belgio                                   | Polmonite, a seguito di una caduta in uno stagno |
| Guglielmo, principe d'Orange                      | 1843–1879      | Guglielmo III dei Paesi Bassi                            | Dissolutezza                                     |
| Alessandro, principe d'Orange                     | 1851–1884      | Guglielmo III dei Paesi Bassi                            | Tifo                                             |
| Rodolfo, principe ereditario d'Austria-Ungheria   | 1858–1889      | Francesco Giuseppe I d'Austria                           | Suicidio (discusso)                              |
| Francesco Ferdinando d'Asburgo-Este               | 1863-1914      | Francesco Giuseppe I d'Austria                           | Ucciso per mano di Gavrilo Princip               |
| Maha Vajirunhis, principe ereditario del Siam     | 1878–1895      | Rama V                                                   | Febbre tifoide                                   |
| Sultan, principe ereditario dell'Arabia Saudita   | 1928–2011      | Abd Allah dell'Arabia Saudita                            | Malattia                                         |
| Nayef, principe ereditario dell'Arabia Saudita    | 1934–2012      | Abd Allah dell'Arabia Saudita                            | Malattia                                         |

### Eredi legittimi che furono obbligati ad abbandonare la loro rivendicazione
| Erede legittimo                                   | Vissuto dal/al | Erede di                    | Evento |
| ------------------------------------------------- | -------------- | --------------------------- | --- |
| Carlos, principe delle Asturie                    | 1545–1568      | Filippo II di Spagna        | Arrestato e imprigionato da suo padre; morì in prigione sei mesi più tardi                                                               |
| Yinreng                                           | 1674–1725      | Imperatore Kangxi           | Imprigionato a vita da Kangxi per immoralità e tradimento                                                                                |
| Aleksej Petrovič Romanov                          | 1690–1718      | Pietro I di Russia          | Imprigionato da suo padre e obbligato a disconoscere il suo diritto di successione. Morì in carcere                                      |
| Principe ereditario Sado di Joseon (Corea)        | 1735–1762      | Yeongjo di Joseon (Corea)   | Suo padre lo obbligò a suicidarsi rinchiudendolo in una madia per il riso                                                                |
| Filippo, duca di Calabria                         | 1747–1777      | Carlo III di Spagna         | Affetto da ritardo mentale, fu rimosso dalla linea di successione                                                                        |
| Filippo, conte di Parigi                          | 1838–1894      | Luigi Filippo I di Francia  | Dichiarazione della Seconda Repubblica il 24 febbraio 1848                                                                               |
| Luigi Filippo, Principe ereditario del Portogallo | 1887–1908      | Carlo I del Portogallo      | Assassinato assieme a suo padre |
| Mohammad dell'Arabia Saudita                      | 1910–1988      | Re Faisal ibn Abdul-Aziz    | Obbligato ad abdicare nel 1965 |
| Carlo Filippo di Svezia                           | 1979-          | Carlo XVI Gustavo di Svezia | Le leggi di successione svedesi furono modificate nel 1980. Carlo Filippo fu soppiantato dalla sorella maggiore, la principessa Vittoria |

### Eredi legittimi di monarchi che abdicarono o furono deposti
| Erede legittimo                                                           | Vissuto dal/al | Erede di                                             | Fine della linea di successione/monarchia |
| ------------------------------------------------------------------------- | -------------- | ---------------------------------------------------- | --- |
| Giacomo Francesco Edoardo Stuart                                          | 1688–1766      | Giacomo II d'Inghilterra                             | Giacomo II fu deposto l'11 aprile 1689 in quanto cattolico |
| Luigi Antonio, Delfino e duca di Angoulême                                | 1775–1844      | Carlo X di Francia                                   | Abdicò assieme a suo padre il 2 agosto 1830 |
| Gustavo, Principe di Vasa                                                 | 1799–1877      | Gustavo IV Adolfo di Svezia                          | L'intera famiglia di Gustavo fu esclusa dalla linea di successione reale il 10 maggio 1809 dal Parlamento svedese, a seguito della deposizione del Re Gustavo IV                                                         |
| Luigi Bonaparte, Principe Imperiale                                       | 1856–1879      | Napoleone III di Francia                             | Napoleone III fu deposto il 4 settembre 1870 dalle forze della Terza Repubblica |
| Principe ereditario Guglielmo di Prussia                                  | 1882–1951      | Guglielmo II, Imperatore di Germania e re di Prussia | Guglielmo II fu deposto dal governo tedesco il 9 novembre 1918 |
| Alexei Nikolaevich, erede al trono degli zar di Russia                    | 1904–1918      | Nicola II di Russia                                  | Nicola II abdicò il 15 marzo 1917 sia per sé stesso sia per conto di suo figlio Aleksej in favore di suo fratello Michail. La monarchia fu abolita il I settembre 1917                                                   |
| Alfonso, principe delle Asturie                                           | 1907–1938      | Alfonso XIII di Spagna                               | Alfonso XIII fu deposto contemporaneamente alla costituzione della Seconda repubblica spagnola il 14 aprile 1931. Il principe Alfonso rinunciò ai suoi diritti al trono il 21 giugno 1933 per poter sposare una borghese |
| Otto d'Asburgo, principe ereditario d'Austria, Ungheria, Croazia e Boemia | 1912–2011      | Carlo I d'Austria                                    | Austria e Ungheria abolirono la monarchia nel 1918 |
| Vittorio Emanuele di Savoia                                               | 1937-2024      | Umberto II di Savoia, re d'Italia                    | L'Italia abolì di fatto la monarchia il 13 giugno 1946, dopo soli 34 giorni di regno di Umberto II |
| Leka, principe ereditario di Albania                                      | 1939-2011      | Zog I di Albania                                     | Due giorni dopo la nascita di Leka, l'Italia di Mussolini invase l'Albania il 7 aprile 1939 e la famiglia reale fu esiliata                                                                                              |
| Principe ereditario Amedeo di Savoia, duca d'Aosta                        | 1943-2021      | Tomislavo II di Croazia (Aimone di Savoia-Aosta)     | Tomislavo II abdicò il 12 ottobre 1943 a causa dell'Armistizio tra Italia e le forze armate alleate, quando Amedeo aveva solo due settimane                                                                              |
| Alessandro, Principe ereditario di Jugoslavia                             | 1945-          | Pietro II di Jugoslavia                              | Pietro II fu deposto dall'Assemblea Costituente di Jugoslavia il 29 novembre 1945 |
| Principe ereditario Reza Pahlavi                                          | 1960-          | L'ultimo Scià di Persia, Mohammad Reza Pahlavi       | Lo Scià fu deposto dalla Rivoluzione iraniana l'11 febbraio 1979 |
| Paolo, principe ereditario di Grecia                                      | 1967-          | Costantino II di Grecia                              | Costantino II fuggì in esilio poco dopo la nascita di Pavlos e la monarchia fu abolita il I giugno 1973 |
| Paras, principe ereditario del Nepal                                      | 1971-          | Gyanendra del Nepal                                  | Gyanendra fu deposto il 28 maggio 2008 per passare ad una forma di governo repubblicana |

## Eredi al trono attuali

### Stati indipendenti
- Arabia Saudita: Mohammad bin Salman Al Sa'ud (nato il 31 agosto 1985)
- Bahrein: Salman bin Hamad Al Khalifa (nato il 21 ottobre 1969)
- Belgio: Elisabetta, duchessa di Brabante (nata il 25 ottobre 2001)
- Brunei: Al-Muhtadee Billah (nato il 17 febbraio 1974)
- Bhutan: Jigme Namgyel Wangchuck (nato il 5 febbraio 2016; è l'erede al trono più giovane)
- Danimarca: Cristiano di Danimarca (nato il 15 ottobre 2005)
- Giappone: Principe Akishino (nato il 30 novembre 1965)
- Giordania: Hussein bin Abdullah (nato il 28 giugno 1994)
- Kuwait: Sabah Al-Khalid Al Sabah (nato il 3 marzo 1953; è l'erede al trono più anziano)
- Lesotho: Lerotholi Seeiso (nato il 18 aprile 2007)
- Liechtenstein: Luigi di Liechtenstein (nato l'11 giugno 1968)
- Lussemburgo: Guglielmo di Lussemburgo (nato l'11 novembre 1981)
- Marocco: Moulay Hassan (nato l'8 maggio 2003)
- Monaco: Jacques, marchese di Baux (nato il 10 dicembre 2014)
- Norvegia: Haakon di Norvegia (nato il 20 luglio 1973)
- Paesi Bassi: Catharina-Amalia, principessa d'Orange (nata il 7 dicembre 2003)
- Oman: Theyazin bin Haytham Al Sa'id (nato il 21 agosto 1990)
- Qatar: Abd Allah bin Hamad bin Khalifa Al Thani (nato il 9 febbraio 1988)
- Regno Unito e Reami del Commonwealth: William, principe del Galles (nato il 21 giugno 1982)
- Spagna: Leonor, principessa delle Asturie (nata il 31 ottobre 2005)
- Svezia: Vittoria, duchessa di Västergötland (nata il 14 luglio 1977)
- Thailandia: Dipangkorn Rasmijoti (nato il 29 aprile 2005)
- Tonga: Tupoutoʻa ʻUlukalala (nato il 17 settembre 1985)

### Stati non indipendenti
- Emirati degli Emirati Arabi Uniti
  - Emirato di Abu Dhabi: Khaled bin Mohamed Al Nahyan (nato l'8 gennaio 1982)
  - Emirato di Ajman: Ammar bin Humaid Al Nuaimi
  - Emirato di Dubai: Hamdan bin Mohammed bin Rashid Al Maktoum (nato il 13 novembre 1982)
  - Emirato di Fujaira: Mohammed bin Hamad Al Sharqi (nato nel 1986)
  - Emirato di Ras al-Khaima: Mohammed bin Saud Al Qasimi
  - Emirato di Sharja: Sultan bin Mohammed bin Sultan al-Qasimi
  - Emirato di Umm al-Qaywayn: Rashid bin Saud Al Mu'alla
- Stati della Malaysia
  - Johor: Tunku Ismail Idris (nato il 30 giugno 1984)
  - Kedah: Tunku Sarafuddin Badlishah (nato il 2 marzo 1967)
  - Kelantan: Tengku Muhammad Faiz Petra (nato il 20 gennaio 1974)
  - Pahang: Tengku Hassanal Ibrahim (nato il 17 settembre 1995)
  - Perak: Raja Jaafar bin Almarhum Raja Muda Musa (nato il 26 settembre 1941)
  - Perlis: Tuanku Syed Faizuddin Putra Jamalullail (nato il 30 dicembre 1967)
  - Selangor: Tengku Amir Shah (nato il 12 dicembre 1990)
  - Terengganu: Tengku Muhammad Ismail (nato il 1º marzo 1998)